# Tōge Sankichi
Tōge Sankichi (jap. 峠 三吉, wirklicher Name: Tōge Mitsuyoshi (bei gleicher Schreibung); * 19. Februar 1917 in Toyono (heute: Toyonaka), Präfektur Osaka; † 10. März 1953) war ein japanischer Dichter. Er überlebte den Atombombenabwurf auf Hiroshima und verstarb 1953 an den Spätfolgen. Er ist Mitbegründer der sogenannten Atombombenliteratur. Sein Werk zählt zur Atombombenliteratur der ersten Generation, also derjenigen Schriftsteller, die den Abwurf selbst erlebten.

## Leben
Tōge wurde als Sohn eines Fliesenherstellers Kiichi Tōge in Toyonaka geboren. Kurz nach seiner Geburt zog die Familie nach Hiroshima, in die Heimatstadt seines Vaters. Er besuchte dort die Handelsschule und begann Gedichte zu schreiben. Von Kindheit an litt er an einer Erkrankung der Bronchien, die ihn zeitlebens quälte. Am 6. August 1945 erlebte er etwa drei Kilometer vom Hypozentrum entfernt den Abwurf der Atombombe auf Hiroshima. 1951 erschien seine dokumentarische Gedichtsammlung „Atombomben-Gedichte“ (原爆詩集, Gembatsu shishū), die vom unmittelbaren Erleben des Abwurfs geprägt ist. 1949 trat er in die Kommunistische Partei Japans ein. Auf dem Weg zu einer Versammlung der Literaturgesellschaft Neues Japan 1952 in Tokio, verschlechterte sich sein Gesundheitszustand, sodass er ins Krankenhaus eingeliefert wurde. Acht Jahre nach dem Abwurf unterzog er sich einer Operation. Er verstarb 1953 auf dem Operationstisch im Alter von 36 Jahren.

## Werke
Tōges 1951 veröffentlichte und ein Jahr später vollendete Gedichtsammlung ist zugleich auch sein wichtigstes und bekanntestes Werk. Die Sammlung wird eingeleitet mit den Worten:

„Gewidmet den Menschen, denen das Leben durch die Atombomben geraubt wurde, die am 6. August 1945 auf Hiroshima und am 9. August auf Nagasaki fielen; gewidmet den Menschen, die bis zum heutigen Tag Todesängste durchleiden müssen, und den Menschen, die Zeit ihres Daseins das Durchlebte nie vergessen werden; gewidmet jenen, die überall in der Welt die Atombombe hassen.“

Eines seiner bekanntesten Werke, geschrieben in Hiragana und vielfältig übersetzt, ist das programmatische Gedicht „Gebt mir die Menschen wieder“, das auch in einen Gedenkstein in Hiroshima für Sankichi Tōge eingraviert ist:
| Japanisch | Transkription | Deutsche Übertragung | Englische Übersetzung |
| --- | --- | --- | --- |
| ちちをかえせ ははをかえせ としよりをかえせ こどもをかえせ わたしをかえせ わたしにつながる にんげんをかえせ にんげんの にんげんのよのあるかぎり くずれぬへいわを へいわをかえせ | chichi o kaese haha o kaese toshi yori o kaese kodomo o kaese watashi o kaese watashi ni tsunagaru ningen o kaese ningen no ningen no yo no aru kagiri kuzurenu e iwa o heiwa o kaese | Gebt mir meinen Vater, meine Mutter wieder Gebt mir Opa zurück und Oma Gebt mir meine Söhne und Töchter Gebt mir mich selbst wieder Gebt mir die menschliche Rasse wieder Solange das Leben währt, dieses Leben Gebt uns Frieden Der nie endet | Give back my father, give back my mother; Give grandpa back, grandma back; Give my sons and daughters back. Give me back myself, Give back the human race. As long as this life lasts, this life, Give back peace That will never end. |